# Самозванцы Смутного времени

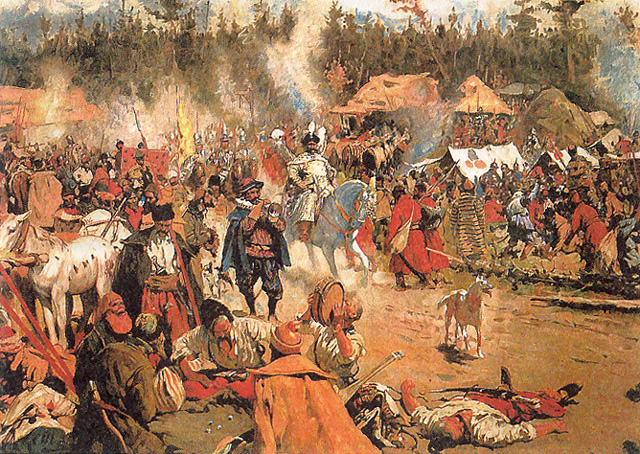
C. В. Иванов «В смутное время (тушинский лагерь)»

Самозванцы Смутного времени — общее определение для лжецарей, лжецаревичей и лжебояр, появившихся в московском государстве с 1598 по 1613 годы, — Смутное время, ознаменовавшееся тяжёлым экономическим и политическим кризисом в стране, а также польской и шведской интервенциями. По своему сословному происхождению принадлежали частично к мелкопоместным дворянам или разорившимся детям боярским, а также к низшим слоям населения.

## Лжедмитрии
Все Лжедмитрии выдавали себя за царевича Дмитрия Углицкого, погибшего в 1591 году младшего сына Ивана Грозного, и претендовали на московский престол под именем Дмитрий Иванович. Михаил Молчанов и Лжедмитрий II, кроме того, претендовали на тождество с убитым в 1606 году Лжедмитрием I, в то время как Лжедмитрий III отождествлял себя с убитым в 1610 году Лжедмитрием II.

### Лжедмитрий I
Лжедмитрий I — единственный из самозванцев Смутного времени, царствовавший в Москве (1605—1606). С помощью Речи Посполитой одержал победу над династией Годуновых. Был женат на Марине Мнишек, свадьба с ней, на которую приехали несколько тысяч поляков, переполнила чашу народного терпения. Убит в результате заговора и восстания москвичей 17 мая 1606 года.
Наиболее распространена точка зрения, отождествляющая царя-самозванца с Григорием Отрепьевым.

### «Промежуточный» Лжедмитрий
Этот самозванец сыграл важную роль в развитии восстания Болотникова.
Согласно материалам посольства в Польшу князя Григория Волконского (лето 1606 года), у жены Юрия Мнишка скрывался в то время некий московский беглец, в котором признавали чудом спасшегося от козней бояр царя Дмитрия. Волконский заявил польскому приставу, что объявивший себя царём Дмитрием — самозванец, и скорее всего «Михалко Молчанов» (бежавший из Москвы приспешник Лжедмитрия I). По просьбе русских послов польский пристав дал словесный портрет претендента на роль царя Дмитрия; русские послы объявили, что Молчанов именно таков лицом, а «прежний вор расстрига» выглядел иначе.
Согласно мемуарам Конрада Буссова, слухи о спасении московского царя Дмитрия привлекли внимание Ивана Болотникова, пробиравшегося на родину после турецкого плена из Венеции через Германию и Польшу. Болотников добился встречи с мнимым царём, который долго с ним беседовал, а затем снабдил письмом к князю Григорию Шаховскому и отправил в Путивль в качестве своего личного эмиссара и «большого воеводы».
В дальнейшем Молчанов отказался от самозванческой интриги (видимо, сознавая её смертельную опасность и не желая разделить участь Лжедмитрия I). В развитии восстания Болотникова Молчанов никакого участия не принимал и при Лжедмитрии II действовал уже под своим подлинным именем.

### Лжедмитрий II
Лжедмитрий II (происхождение неясно, возможно, крещёный еврей из Шклова или подьячий Молчанов) явился в 1607 году и женился на вдове первого самозванца, Марине Мнишек. В 1607—1610 годах контролировал часть Российского царства, имел резиденцию сперва в Тушине под Москвой (известен как «Тушинский вор»), потом в Калуге, где и был в конце 1610 года убит.

### Лжедмитрий III
Известен как Сидорка, Матюшка или «Псковский вор». Действовал в Пскове в 1611—1612 годах, был конкурентом шведскому королевичу, притязавшему на русский трон. Воевал со шведами, был ранен, чем заслужил симпатию псковичей. Значительных территорий не контролировал и не имел такого количества сторонников, как первые два Лжедмитрия. Пленён и отправлен в Москву; либо казнён в Москве, либо погиб по дороге.

### Лжедмитрий IV
Известен как «Астраханский вор». Выдавал себя за спасшегося Лжедмитрия II. Возможно, был ставленником татарского князя Петра Урусова. Вскоре незаметно исчез с политической арены.

## «Родственники» «царя Дмитрия»
Многочисленные самозванцы, происходившие из казачьей среды. Как правило все они выдавали себя за сыновей царя Фёдора I Иоанновича. Лишь лжецаревич Август выдавал себя за брата «царя Дмитрия», а лжецаревич Осиновик — за старшего сына Ивана Грозного царевича Ивана Ивановича.

### Илейка Муромец (Лжепётр Фёдорович)
Выдавал себя за Петра Фёдоровича, вымышленного сына царя Фёдора Иоанновича. Командовал войсками Ивана Болотникова, сам на престол не претендовал. В 1608 году взят в плен войсками Василия Шуйского и повешен в Туле.

### Лжепётр Фёдорович II
Самозванец неизвестного происхождения, выдававший себя за несуществующего сына царя Фёдора Иоанновича и, соответственно, за чудом спасшегося Илейку Муромца. О нём известно лишь то, что новый Лжепётр объявился в Литве, через несколько недель после казни Илейки. Самозванец огласил своё царское имя, рассказав, что вместо него в Москве повесили какого-то «мужика». О дальнейшей судьбе самозванца ничего не известно.

### Лжецаревич Август
Настоящее имя неизвестно. Выдавал себя за никогда не существовавшего царевича Августа (или — Ивана-Августа, официально называясь «царевич Август, князь Иван»), «сына» Ивана IV и Анны Колтовской. Происходил, вероятно, из беглых боярских холопов, «поверставшихся» в казаки.
Появился в 1607 года в Астрахани, бывшей во времена Смуты рассадником бунтовских настроений. Считается, что лжецаревич бывал в Москве и имел какое-то представление о местных обычаях и жизни при дворе. Воевода Хворостин признал его, так как вольные казаки составляли в Астрахани мощную военную силу, тем более, что во времена Смуты Астрахань стала центром притяжения, куда постоянно стекались яицкие, донские, волжские, терские казаки, а также местные татары, имевшие свои счёты к центральному правительству.
Против бунтовщиков направлен был с войском воевода Ф. И. Шереметев, пытаясь взять город в плотную осаду, он приказал выстроить острог на острове Бальчик в 15 км от города, но в тылу у царского войска 24 мая 1607 года вспыхнуло восстание в Царицыне. Местный воевода был связан и выдан лжецаревичу, и его, по донесению его сына, самозванец немедленно приказал казнить.
Шереметев вынужден был отступить, но постарался отрезать Царицын и с ним всё Нижнее Поволжье, таким образом предотвратив дальнейшее распространение возмущения.
Август вместе с войском выступил на помощь Царицыну. Сохранились отчёты двух кармелитских монахов, направлявшихся в Персию, которых лжецаревич принял в своём шатре и снабдил всем необходимым. В дальнейшем они остановились в Астрахани, у воеводы Хворостинина и смогли покинуть город лишь с письменного разрешения самозванца.
Лжецаревич пытался пробиться на помощь Ивану Болотникову, осаждённому в то время в Туле, но потерпел жестокое поражение под Саратовом от воеводы З. Сабурова. Это послужило переломным моментом в его карьере, по одним сведениям, недовольные казаки, связав своего предводителя, доставили его в тушинский лагерь, по другим — он добровольно пошёл на соединение с войсками Лжедмитрия II, и даже на первых порах был гостеприимно встречен в Тушине. Однако Лжедмитрий II, вынужденный искать поддержки у дворянства, так как никаким другим путём не было возможно занять московский престол, для успокоения поддерживавшей его знати, которая слишком хорошо помнила расправы лжецаревича над боярами, или, по другой версии — для того, чтобы расправиться с возможным конкурентом, приказал повесить его на московской дороге. О казни было объявлено во всеуслышание в Манифесте Лжедмитрия II жителям Смоленска, датированном 14 апреля 1608 года.

### Лжецаревич Лаврентий
Также упоминается в документах своего времени как Лавр или Лавёр. Настоящее имя неизвестно. Выдавал себя за внука Грозного, сына царевича Ивана Ивановича от Елены Шереметевой. Предположительно, был беглым крестьянином или холопом, собравшим под свое начало отряд из «вольных» казаков — волжских, терских и донских. Под его руководством во время астраханского бунта разношёрстная толпа громила торговые лавки. Вместе с «царевичем Иваном Августом» предводительствовал казачьими войсками во время похода к Туле. Вместе с Иваном Августом был доставлен или прибыл по своей воле в тушинский лагерь, вместе с ним был повешен на московской дороге в апреле 1608 года.

### Осиновик
Происхождение неизвестно, однако, видимо, принадлежал к казакам или «показачившимся» крестьянам. Появился в Астрахани в 1607 или 1608 году, выдал себя за никогда не существовавшего царевича Ивана от старшего сына Грозного и Елены Шереметевой. Вместе с Августом и Лаврентием принимал участие в битве при Саратове, видимо, был обвинён в поражении («один другого вором и самозванцем обличал») и повешен казаками.

### Лжецаревич Фёдор
Называл себя царевичем Фёдором Фёдоровичем, сыном царя Фёдора Иоанновича. О нём упоминает пан Станислав Куровский в своём письме пану Расковскому. На самом деле, видимо, был бродягой или беглым крестьянином. Возглавлял отряд из 3 тыс. казаков, пришёл, видимо, с Дона; согласно слухам, гулявшим среди волжского населения, в 1606 году жил среди донских казаков, считаясь младшим братом «царевича Петра», с боями прорывался к брянскому лагерю Лжедмитрия II, где появился в октябре или начале ноября 1607 года. Если верить Станиславу Куровскому
Он сам с своими людьми находится под командованием царя нашего и служит ему как какой-нибудь сын боярский, однако находится у царя в великом почёте.
Почёт, конечно же, вызванный стоявшей за самозванцем военной силой, продолжался недолго. По свидетельству Нового Летописца
Той же Вор, кой назвался царевичем Дмитрием, того вора Федку, которова привезли казаки с Дону, подо Брянским убил до смерти.
Видимо, это произошло незадолго до 14 апреля 1608 года, так как в грамоте смольнянам, помеченной этой датой, Лжедмитрий II упоминает Фёдора в качестве самозванца.

### Лжецаревичи Мартын, Клементий, Семён, Савелий, Василий, Ерошка, Гаврилка
О них практически ничего не известно, кроме имён, перечисленных в грамоте Лжедмитрия II смольнянам от 14 апреля 1608 года. Все выдавали себя за «сыновей» царя Фёдора Иоанновича, О. Усенко предполагает, что они были в реальности «вольными казаками». Согласно указанной грамоте, все они появились в «польских юртах», то есть в Диком Поле — предположительно летом 1607 года. Вполне возможно, что самозванцы указывали свои реальные имена, добавляя к ним лишь мифическую родословную. Так же предположительно, каждый из них был атаманом большего или меньшего казачьего отряда, прибывшего в ставку Лжедмитрия II осенью 1608 года, где вслед за прочими самозванцами нашли свою смерть.
Летописец с негодованием писал о «мужицких царевичах»:
Како же у тех окаянных злодеев уста отверщашеся и язык проглагола: неведомо откуда взявся, а называхуся таким праведным коренем — иной боярской человек, а иной — мужик пашенной.